# Synsynella deformans
Synsynella deformans är en kräftdjursart som beskrevs av Hay 1917. Synsynella deformans ingår i släktet Synsynella och familjen Bopyridae.
Artens utbredningsområde är Mexikanska golfen. Inga underarter finns listade i Catalogue of Life.